# Корно (Јура)
Корно (фр. Cornod) насеље је и општина у источној Француској у региону Франш-Конте, у департману Јура која припада префектури Лон ле Соније.
По подацима из 2011. године у општини је живело 236 становника, а густина насељености је износила 16,87 становника/km². Општина се простире на површини од 13,99 km². Налази се на средњој надморској висини од 320 метара (максималној 680 m, а минималној 305 m).

## Демографија
| 1962. | 1968. | 1975. | 1982. | 1990. | 1999. | 2011. |
| ----- | ----- | ----- | ----- | ----- | ----- | ----- |
| 195   | 223   | 192   | 189   | 177   | 219   | 236   |

График промене броја становника у току последњих година